# Greg Ballard
Gregory "Greg" Ballard (Los Ángeles, California; 29 de enero de1955-9 de noviembre de 2016) fue un baloncestista estadounidense que disputó 11 temporadas de la NBA. Con 2 metros de altura, jugaba en la posición de alero. En los últimos años ejerció como entrenador asistente en diversos equipos de la liga profesional norteamericana y en Italia.

## Trayectoria deportiva

### Universidad
Aunque procesdente del sur de California, nunca quiso jugar en UCLA, algo que fue muy bien visto por los aficionados de los Ducks de la Universidad de Oregón, donde jugó durante cuatro temporadas. Es el único jugador de su universidad en conseguir más de 1000 rebotes a lo largo de su carrera.  Posee el récord de más puntos anotados por un jugador de los Ducks en un partido, con 43. En el total de su carrera universitaria promedió 15,9 puntos y 9,7 rebotes por partido.
Destacó también como pitcher jugando al béisbol, siendo seleccionado por los Montreal Expos de las Grandes Ligas en la decimoquinta ronda del draft de 1973.

### Profesional
Fue elegido en la cuarta posición del 1977 por Washington Bullets, colaborando en su temporada de novato a la consecución del título de la NBA por parte de los Bullets con 4,9 puntos y 3,5 rebotes por partido. Poco a poco fue haciéndose un hueco en el quinteto titular del equipo, y así en la temporada 1979-80 ya jugaba casi 30 minutos por partido, pasando a ser uno de los mejores anotadores y reboteadores de los Bullets. Su mejor temporada fue la temporada 1982-83, cuando lideró a  su equipo en anotación tras promediar 18,8 puntos y 8,0 rebotes. Fue su punto de inflexión, ya que a partir de ese año, y a pesar de mantener el puesto de titular, sus cifras fueron bajando paulatinamente.
En la temporada 1985-86 fue traspasado a Golden State Warriors. Ballard, ya con 31 años, fue relegado al banquillo. Jugó en los Warriors dos temporadas, como suplente de Chris Mullin. Tras una temporada en blanco, regresó en 1988, disputando tan solo dos partidos con Seattle Supersonics antes de retirarse definitivamente. En el total de su carrera profesional promedió 12,4 puntos, 6,1 rebotes  y 2,2 asistencias por encuentro.

### Entrenador
Tras finalizar su carrera como jugador, se trasladó a Italia en 1989 para ejercer como entrenador asistente del equipo del Il Messaggero Roma. Posteriormente ejerció como asistente en diversos equipos de la NBA, como los Dallas Mavericks, los Minnesota Timberwolves o los Atlanta Hawks. En 2004 pasó el verano en la ciudad italiana de Treviso, como parte de Baloncesto Sin Barreras, el principal programa de la NBA de relación con el baloncesto internacional.
Falleció a los 61 años de cáncer de próstata.

## Estadísticas de su carrera en la NBA

### Temporada regular
| Temporada | Edad | Equipo                | Liga | P   | TIT | MIN  | TC  | TCA  | %TC  | 3P  | 3PA | %3P  | TL  | TLA | %TL   | R.OF. | R.DEF. | REB | ASIS | ROB | TAP | PER | FP  | PTS  |
| 1977-78   | 23   | Washington Bullets    | NBA  | 76  |     | 12.3 | 1.9 | 4.4  | .425 |     |     |      | 1.2 | 1.5 | .772  | 1.3   | 2.2    | 3.5 | 0.8  | 0.4 | 0.2 | 0.8 | 1.2 | 4.9  |
| 1978-79   | 24   | Washington Bullets    | NBA  | 82  |     | 18.9 | 3.2 | 6.8  | .465 |     |     |      | 1.5 | 2.1 | .692  | 1.7   | 3.7    | 5.5 | 1.4  | 0.7 | 0.4 | 1.2 | 2.0 | 7.8  |
| 1979-80   | 25   | Washington Bullets    | NBA  | 82  |     | 29.7 | 6.6 | 13.4 | .495 | 0.2 | 0.6 | .340 | 2.1 | 2.8 | .753  | 2.9   | 4.9    | 7.8 | 1.9  | 1.1 | 0.4 | 1.6 | 2.4 | 15.6 |
| 1980-81   | 26   | Washington Bullets    | NBA  | 82  |     | 31.8 | 6.7 | 14.5 | .463 | 0.1 | 0.4 | .219 | 2.0 | 2.4 | .847  | 2.0   | 5.0    | 7.1 | 2.4  | 1.4 | 0.5 | 1.4 | 2.4 | 15.5 |
| 1981-82   | 27   | Washington Bullets    | NBA  | 79  | 79  | 37.3 | 7.9 | 16.5 | .475 | 0.1 | 0.3 | .409 | 3.0 | 3.6 | .830  | 1.7   | 6.3    | 8.0 | 3.2  | 1.7 | 0.3 | 1.5 | 2.6 | 18.8 |
| 1982-83   | 28   | Washington Bullets    | NBA  | 78  | 78  | 36.4 | 7.7 | 16.3 | .473 | 0.2 | 0.5 | .351 | 2.3 | 3.0 | .781  | 1.6   | 4.9    | 6.5 | 3.4  | 1.7 | 0.3 | 2.0 | 2.3 | 18.0 |
| 1983-84   | 29   | Washington Bullets    | NBA  | 82  | 82  | 32.9 | 6.2 | 12.9 | .481 | 0.0 | 0.2 | .133 | 2.0 | 2.5 | .798  | 1.7   | 4.2    | 6.0 | 3.5  | 1.1 | 0.4 | 1.7 | 2.6 | 14.5 |
| 1984-85   | 30   | Washington Bullets    | NBA  | 82  | 77  | 32.5 | 5.7 | 11.9 | .480 | 0.2 | 0.6 | .304 | 1.5 | 1.8 | .795  | 1.8   | 4.6    | 6.5 | 2.5  | 1.2 | 0.4 | 1.3 | 2.7 | 13.1 |
| 1985-86   | 31   | Golden State Warriors | NBA  | 75  | 14  | 23.9 | 3.6 | 7.6  | .477 | 0.2 | 0.5 | .486 | 1.3 | 1.7 | .802  | 1.8   | 3.8    | 5.6 | 1.1  | 0.9 | 0.1 | 0.7 | 2.3 | 8.8  |
| 1986-87   | 32   | Golden State Warriors | NBA  | 82  | 7   | 19.3 | 3.0 | 6.9  | .440 | 0.2 | 0.5 | .375 | 0.8 | 1.1 | .747  | 1.2   | 2.9    | 4.1 | 1.3  | 0.6 | 0.2 | 0.9 | 2.0 | 7.1  |
| 1988-89   | 34   | Seattle Supersonics   | NBA  | 2   | 0   | 7.5  | 0.5 | 4.0  | .125 | 0.0 | 0.5 | .000 | 2.0 | 2.0 | 1.000 | 1.0   | 2.5    | 3.5 | 0.0  | 0.0 | 0.0 | 0.0 | 1.5 | 3.0  |
| Total     |      |                       | NBA  | 802 | 337 | 27.5 | 5.3 | 11.1 | .472 | 0.1 | 0.4 | .338 | 1.8 | 2.3 | .787  | 1.8   | 4.3    | 6.1 | 2.2  | 1.1 | 0.3 | 1.3 | 2.3 | 12.4 |

### Playoffs
| Temporada | Edad | Equipo                | Liga | P  | MIN  | TCA | TC  | 3PA | 3P | TLA | TL  | R.OF. | REB | ASIS | ROB | TAP | PER | FP  | PTS | %TC  | %3P  | %FT  | MIN  | PTS  | REB | AST |
| 1977-78   | 23   | Washington Bullets    | NBA  | 19 | 243  | 21  | 63  |     |    | 32  | 41  | 27    | 79  | 18   | 9   | 3   | 14  | 29  | 74  | .333 |      | .780 | 12.8 | 3.9  | 4.2 | 0.9 |
| 1978-79   | 24   | Washington Bullets    | NBA  | 19 | 312  | 53  | 101 |     |    | 31  | 41  | 34    | 92  | 17   | 9   | 6   | 20  | 28  | 137 | .525 |      | .756 | 16.4 | 7.2  | 4.8 | 0.9 |
| 1979-80   | 25   | Washington Bullets    | NBA  | 2  | 73   | 9   | 28  | 0   | 0  | 4   | 7   | 2     | 14  | 7    | 1   | 1   | 8   | 8   | 22  | .321 |      | .571 | 36.5 | 11.0 | 7.0 | 3.5 |
| 1981-82   | 27   | Washington Bullets    | NBA  | 7  | 268  | 36  | 100 | 0   | 0  | 21  | 25  | 22    | 63  | 22   | 14  | 3   | 12  | 20  | 93  | .360 |      | .840 | 38.3 | 13.3 | 9.0 | 3.1 |
| 1983-84   | 29   | Washington Bullets    | NBA  | 4  | 168  | 27  | 59  | 0   | 1  | 12  | 13  | 7     | 24  | 14   | 7   | 3   | 8   | 12  | 66  | .458 | .000 | .923 | 42.0 | 16.5 | 6.0 | 3.5 |
| 1984-85   | 30   | Washington Bullets    | NBA  | 4  | 65   | 11  | 24  | 0   | 2  | 8   | 9   | 4     | 14  | 6    | 3   | 0   | 5   | 7   | 30  | .458 | .000 | .889 | 16.3 | 7.5  | 3.5 | 1.5 |
| 1986-87   | 32   | Golden State Warriors | NBA  | 10 | 179  | 26  | 48  | 4   | 10 | 3   | 4   | 18    | 40  | 19   | 8   | 0   | 9   | 16  | 59  | .542 | .400 | .750 | 17.9 | 5.9  | 4.0 | 1.9 |
| Total     |      |                       | NBA  | 65 | 1308 | 183 | 423 | 4   | 13 | 111 | 140 | 114   | 326 | 103  | 51  | 16  | 76  | 120 | 481 | .433 | .308 | .793 | 20.1 | 7.4  | 5.0 | 1.6 |

## Logros y reconocimientos
- Campeón de la NBA (1978)
- Campeón de la LEGA (1988)

### Honores
- Fue inducido en el Athletic Hall of Fame de la Universidad de Oregón en 1993.[9]
- Fue inducido en el Oregon Sports Hall of Fame en 1996.[9]
- Fue inducido en el Pac-12 Conference Hall of Honor en 2009.

### Partidos ganados sobre la bocina
|      | con Washington Bullets       |
| (PO) | Denota un partido de PlayOff |

| Número | Tiro               | Margen | Resultado | Oponente        | Fecha                   |
| ------ | ------------------ | ------ | --------- | --------------- | ----------------------- |
| 1      | Tiro de tres       | -2     | 108-107   | Utah Jazz       | 1 de enero de 1980      |
| 2      | Tiro de tres       | Empate | 129-126   | New York Knicks | 10 de enero de 1982     |
| 3      | Tiro en suspensión | Empate | 87-89     | Chicago Bulls   | 27 de diciembre de 1982 |
| 4      | Tiro en suspensión | Empate | 103-101   | Utah Jazz       | 16 de enero de 1985     |